# Габрово (община)
Вижте пояснителната страница за други значения на Габрово.
Община Габрово се намира в Северна България и е една от съставните общини на област Габрово.

## География

### Географско положение, граници, големина
Общината е разположена в южната част на област Габрово. С площта си от 555,579 km2 заема 2-ро място сред 4-те общините на областта, което съставлява 27,42% от територията на областта. Границите ѝ са следните:
- на запад и северозапад – община Севлиево;
- на североизток – община Дряново;
- на изток – община Трявна;
- на юг – община Казанлък и община Павел баня, област Стара Загора.

### Релеф, води

#### Релеф
Релефът на общината е средно-, ниско планински и хълмист, като територията ѝ изцяло попада в пределите на две физикогеографски области на България – Средна Стара планина и Средния Предбалкан.
Южната третина на общината се заема от северните разклонения на Шипченска планина (част от Средна Стара планина). От билото на планината на север се спускат дълги и тесни ридове, стигащи до долините на реките Паничарка и Жълтешка (притоци на Янтра), разделени от дълбоки долини. Тук югоизточно от квартал „Ябълка“ на град Габрово, в източната част на планината се издита връх Бедек (1498 m), най-високата точка на общината.
По долините на реките Паничарка и Жълтешка преминава условната граница между Средна Стара планина и Средния Предбалкан. Тук в Средния Предбалкан са обособени четири броя физикогеографски обекта, които попадат частично в община Габрово.
Районът на изток от река Янтра и северно от долината на десния ѝ приток Жълтешка река се заема от западните части на Габровски възвишения с максимална височина връх Овчаря (869 m), разположен югоизточно от с. Драганчетата, на границата с община Трявна. Западно от Янтра и северно от долината на левия ѝ приток река Паничарка се простират източните части на Черновръшкия рид. Неговите северни разклонения плавно потъват в широката долина на река Лопушница (десен приток на Росица. Най-високата точка на рида в пределите на общината се издига югозападно от село Дебел дял, на границата с община Севлиево – 940 m.
В северната част на община Габрово се простира платото Стражата, което почти цялото е на нейна територия. На югозапад, север и североизток то завършва със стръмни, на много места отвесни скални венци. През средата му, от юг на север през живописния Стражански пролом протича река Янтра. На югоизток, в района на село Донино платото се свързва чрез ниска седловина с Габровските възвишения. Най-високата тачка на платото е връх Божуря (768 m), разположен южно от село Шипчените. Между платото на североизток и Черновръшкия рид на югозапад се простира широка долина на река Лопушница (десен приток на Росица, която представлява югоизточнато разклонение на обширното Севлиевско поле. Тук в коритото на реката се намира и най-ниската точка на общината – 225 m н.в.

#### Води
Основна водна артерия на община Габрово е река Янтра, която протича с горното си течение през нея от юг на север. Реката извира от северното подножие на връх Атово падало в Шипченска планина, тече на северозапад и преминава през цялата дължина на град Габрово от юг на север. След града реката навлиза в дълбоко всечения в платото Стражата Стражански пролом и южно от село Янтра напуска пролома и пределите на общината. Тук основни нейни притоци са реките Паничарка (ляв) и Жълтешка река (десен). На река Паничарка е изграден големият язовир „Христо Смирненски“, който снабдява с питейна вода град Габрово и множество други населени места. Северозападната и западна част на общината се отводняват от река Лопушница (десен приток на Росица), която извира западно от град Габрово, тече на северозапад и малко преди устието си в Росица, при село Яворец напуска пределите на общината.

## Население

### Етнически състав (2011)
Численост и дял на етническите групи според преброяването на населението през 2011 г.:
|                     | Численост | Дял (в %) |
| Общо                | 65 268    | 100,00    |
| Българи             | 60 207    | 92,25     |
| Турци               | 504       | 0,77      |
| Цигани              | 367       | 0,56      |
| Други               | 224       | 0,34      |
| Не се самоопределят | 170       | 0,26      |
| Неотговорили        | 3 796     | 5,82      |

### Населени места
Общината има 134 населени места с общо население 51 881 жители към 7 септември 2021 г.
| Населено място | Население (2021 г.) | Площ на землището km2 | Забележка (старо име)                        | Населено място | Население (2021 г.) | Площ на землището km2 | Забележка (старо име)                    |
| -------------- | ------------------- | --------------------- | -------------------------------------------- | -------------- | ------------------- | --------------------- | ---------------------------------------- |
| Ангелов        | 35                  | -                     | в з-щето на с. Донино                        | Лоза           | 51                  | -                     | Саламаните, в з-щето на с. Армените      |
| Армените       | 125                 | 10,126                |                                              | Малини         | 43                  | -                     | Живодерите, в з-щето на с. Борики        |
| Баевци         | 6                   | -                     | в з-щето на гр. Габрово                      | Малуша         | 4                   | -                     | Гърци, Гръдците, в з-щето на гр. Габрово |
| Баланите       | 19                  | 14,159                |                                              | Междени        | 27                  | -                     | в з-щето на с. Мичковци                  |
| Балиновци      | 16                  | -                     | Шипчените, в з-щето на с. Донино             | Мечковица      | 11                  | -                     | в з-щето на гр. Габрово                  |
| Банковци       | 14                  | -                     | в з-щето на с. Гръблевци                     | Милковци       | 33                  | -                     | в з-щето на с. Златевци                  |
| Бекриите       | 2                   | -                     | в з-щето на с. Гръблевци                     | Михайловци     | 23                  | -                     | в з-щето на с. Враниловци                |
| Беломъжите     | 12                  | -                     | в з-щето на с. Кметовци                      | Мичковци       | 54                  | 17,130                |                                          |
| Бобевци        | 4                   | -                     | Боевци, в з-щето на с. Гръблевци             | Моровеците     | -                   | -                     | в з-щето на гр. Габрово                  |
| Богданчовци    | 21                  | -                     | в з-щето на с. Баланите                      | Мрахори        | 35                  | -                     | Мрахорите, в з-щето на с. Поповци        |
| Боженците      | 32                  | 7,335                 |                                              | Музга          | 129                 | -                     | в з-щето на с. Гъбене                    |
| Бойновци       | 8                   | -                     | в з-щето на гр. Габрово                      | Николчовци     | 45                  | -                     | в з-щето на с. Гарван                    |
| Бойчета        | 2                   | -                     | в з-щето на с. Чарково                       | Новаковци      | 147                 | -                     | в з-щето на с. Драгановци                |
| Болтата        | 18                  | -                     | в з-щето на с. Кметовци                      | Овощарци       | 4                   | -                     | Чомаците, в з-щето на с. Кметовци        |
| Борики         | 122                 | 4,651                 | Калпазаните                                  | Орловци        | 33                  | -                     | в з-щето на с. Копчелиите                |
| Борското       | 7                   | -                     | в з-щето на с. Гъбене                        | Парчовци       | 9                   | -                     | в з-щето на с. Кози рог                  |
| Брънеците      | 23                  | -                     | в з-щето на с. Копчелиите                    | Пейовци        | 12                  | -                     | в з-щето на с. Гарван                    |
| Бялково        | 6                   | -                     | Сейкювци, Цайкювци, в з-щето на с. Кози рог  | Пенковци       | 16                  | -                     | в з-щето на с. Гъбене                    |
| Велковци       | 106                 | -                     | в з-щето на с. Лесичарка                     | Петровци       | 11                  | -                     | Нешовци, в з-щето на с. Армените         |
| Ветрово        | 3                   | -                     | Шошлека, в з-щето на с. Гръблевци            | Пецовци        | 26                  | -                     | в з-щето на с. Поповци                   |
| Влайчовци      | 34                  | -                     | в з-щето на с. Здравковец                    | Попари         | 1                   | -                     | Попарите, в з-щето на с. Мичковци        |
| Влаховци       | -                   | -                     | в з-щето на с. Кметовци                      | Поповци        | 463                 | 15,117                |                                          |
| Врабците       | 13                  | -                     | в з-щето на гр. Габрово                      | Поток          | 7                   | -                     | в з-щето на с. Чарково                   |
| Враниловци     | 266                 | 15,625                |                                              | Прахали        | 39                  | -                     | Прахалите, в з-щето на с. Поповци        |
| Вълков дол     | 2                   | -                     | Вълковци, в з-щето на с. Кметовци            | Продановци     | 5                   | -                     | в з-щето на гр. Габрово                  |
| Габрово        | 45940               | 233,817               | 5-о по големина з-ще в Б-я                   | Пъртевци       | 19                  | -                     | в з-щето на гр. Габрово                  |
| Гайкини        | -                   | -                     | Гайкините, в з-щето на с. Гръблевци          | Райновци       | 93                  | -                     | в з-щето на с. Враниловци                |
| Гайтаните      | 33                  | -                     | в з-щето на с. Поповци                       | Раховци        | 45                  | -                     | в з-щето на с. Лесичарка                 |
| Гарван         | 63                  | 7,734                 |                                              | Рачевци        | 19                  | -                     | в з-щето на с. Поповци                   |
| Геновци        | 7                   | -                     | в з-щето на гр. Габрово                      | Редешковци     | 4                   | -                     | в з-щето на с. Кметовци                  |
| Генчовци       | 16                  | -                     | в з-щето на с. Баланите                      | Руйчовци       | 4                   | -                     | в з-щето на гр. Габрово                  |
| Гергини        | 141                 | -                     | Гиргините, в з-щето на с. Гарван             | Рязковци       | 55                  | -                     | в з-щето на гр. Габрово                  |
| Гледаци        | 63                  | -                     | Гледаците, в з-щето на с. Поповци            | Свинарски дол  | 6                   | -                     | в з-щето на с. Гръблевци                 |
| Горнова могила | 13                  | -                     | в з-щето на гр. Габрово                      | Седянковци     | 44                  | -                     | в з-щето на с. Гръблевци                 |
| Гръблевци      | 11                  | 14,839                |                                              | Сейковци       | 7                   | -                     | Сейкювци, в з-щето на с. Кози рог        |
| Гъбене         | 199                 | 28,492                |                                              | Семерджиите    | 3                   | -                     | в з-щето на с. Кметовци                  |
| Дебел дял      | 64                  | 8,824                 |                                              | Смиловци       | 26                  | -                     | в з-щето на с. Гъбене                    |
| Джумриите      | 6                   | -                     | в з-щето на с. Мичковци                      | Солари         | 12                  | -                     | Соларите, в з-щето на с. Гръблевци       |
| Дивеци         | 12                  | -                     | Дивеците, в з-щето на с. Поповци             | Спанци         | 5                   | -                     | Спанците, в з-щето на с. Кози рог        |
| Донино         | 136                 | 5,003                 |                                              | Спасовци       | 12                  | -                     | в з-щето на с. Кметовци                  |
| Драгановци     | 353                 | 21,076                |                                              | Старилковци    | 5                   | -                     | в з-щето на с. Мичковци                  |
| Драганчетата   | 12                  | -                     | в з-щето на с. Жълтеш                        | Стефаново      | 10                  | -                     | Ходжовите, в з-щето на с. Борики         |
| Драгиевци      | 48                  | -                     | в з-щето на с. Драгановци                    | Стоевци        | 94                  | -                     | в з-щето на с. Враниловци                |
| Драгомани      | 2                   | -                     | Драгоманите, в з-щето на с. Лесичарка        | Стойковци      | 12                  | -                     | Стойкювци, в з-щето на гр. Габрово       |
| Думници        | 47                  | -                     | в з-щето на гр. Габрово                      | Стойчовци      | 35                  | -                     | в з-щето на с. Лесичарка                 |
| Езерото        | 5                   | -                     | в з-щето на с. Чарково                       | Стоманеците    | 26                  | -                     | в з-щето на гр. Габрово                  |
| Живко          | 13                  | -                     | Мазълите, в з-щето на с. Здравковец          | Съботковци     | 39                  | -                     | в з-щето на с. Кметовци                  |
| Жълтеш         | 240                 | 14,906                |                                              | Тодоровци      | 3                   | -                     | в з-щето на гр. Габрово                  |
| Здравковец     | 46                  | 19,182                | Кая баш                                      | Тодорчета      | 12                  | -                     | Чукарите, в з-щето на с. Лесичарка       |
| Зелено дърво   | 20                  | -                     | в з-щето на гр. Габрово                      | Торбалъжите    | 18                  | -                     | в з-щето на с. Жълтеш                    |
| Златевци       | 82                  | 4,484                 |                                              | Трапесковци    | 9                   | -                     | Трепесковци, в з-щето на с. Боженците    |
| Иванили        | 12                  | -                     | Иваниловци, в з-щето на с. Гръблевци         | Трънито        | 127                 | -                     | в з-щето на гр. Габрово                  |
| Иванковци      | 13                  | -                     | в з-щето на с. Копчелиите                    | Узуните        | 14                  | -                     | в з-щето на с. Мичковци                  |
| Иглика         | 3                   | -                     | Чомаците, Игликино, в з-щето на с. Лесичарка | Фърговци       | 12                  | -                     | в з-щето на с. Баланите                  |
| Източник       | 19                  | -                     | Попразите, в з-щето на с. Жълтеш             | Харачерите     | 23                  | -                     | в з-щето на с. Кметовци                  |
| Калчовци       | 2                   | -                     | в з-щето на с. Кметовци                      | Цвятковци      | 2                   | -                     | Цветковци, в з-щето на с. Кметовци       |
| Камещица       | 41                  | -                     | в з-щето на с. Гъбене                        | Чавеи          | 29                  | -                     | Чавеите, в з-щето на с. Поповци          |
| Карали         | 2                   | -                     | Корали, в з-щето на с. Лесичарка             | Чарково        | 126                 | 30,719                |                                          |
| Киевци         | 130                 | -                     | в з-щето на с. Поповци                       | Червена локва  | 8                   | -                     | в з-щето на с. Чарково                   |
| Кметовци       | 21                  | 17,370                |                                              | Черневци       | 11                  | -                     | в з-щето на с. Кметовци                  |
| Кметчета       | 17                  | -                     | Кметчетата, в з-щето на с. Лесичарка         | Читаковци      | 10                  | -                     | в з-щето на с. Гръблевци                 |
| Кози рог       | 37                  | 16,576                |                                              | Чукилите       | 15                  | -                     | в з-щето на гр. Габрово                  |
| Колишовци      | 6                   | -                     | в з-щето на с. Лесичарка                     | Шарани         | 10                  | -                     | Шараните, в з-щето на с. Гръблевци       |
| Копчелиите     | 70                  | 7,385                 |                                              | Шипчените      | 7                   | -                     | в з-щето на с. Кози рог                  |
| Костадините    | 7                   | -                     | в з-щето на с. Баланите                      | Яворец         | 566                 | 17,908                | Саръ беглии                              |
| Костенковци    | 40                  | -                     | в з-щето на с. Лесичарка                     | Янковци        | 107                 | -                     | в з-щето на с. Поповци                   |
| Лесичарка      | 69                  | 23,121                |                                              | Ясените        | 12                  | -                     | Хасаните, в з-щето на с. Жълтеш          |
|                |                     |                       |                                              | ОБЩО           | 51 881              | 555,579               | 111 населени места без землища           |

## Административно-териториални промени
- през 1886 г. – к. Търси гъзи (Градище, Търсиите) е преименувано от населението на к. Тръсиите без административен акт;
- през 1887 г. – заличени са к. Кокаланите и са присъединени като квартал на к. Спанците без административен акт;

– заличени са к. Цоневци (Цонювци) поради изселване без административен акт;
- през 1893 г. – заличени са к. Тозлука поради изселване без административен акт;
- след 1900 г. – заличени са колиби Ингелинковци, Поповци и Рендевци и са присъединени като квартали на с. Кози рог без административен акт;
- през 1920 г. – уточнено е името на к. Водиците на к. Водници без административен акт;
- МЗ № 2820/обн. 14.08.1934 г. – преименува к. Гърци (Гръдците) на к. Гърците;

– преименува с. Кая баш на с. Здравковец;
– преименува к. Чомаците на к. Овощарци;
– преименува с. Саръ беглии (Сърбеглии) на с. Яворец;
– преименува к. Хасаните на к. Ясените;
- МЗ № 805/обн. 05.05.1937 г. – признава н.м. Дядо Дянко (от к. Горни Бакойци) за к. Дядо Дянко;
- МЗ № 1695/обн. 27.09.1937 г. – заличава к. Балабаните (Балабани) поради изселване след 1926 г.;

– заличава к. Боровото и ги присъединява като квартал на гр. Габрово;
- МЗ № 1380/обн. 01.04.1939 г. – признава к. Хаджи Цонев мост за с. Хаджи Цонев мост;
- МЗ № 6287/обн. 23.12.1941 г. – обединява колиби Барахелите (Барахели), Болтата (Болта), Гарванов камък и Мързените (Мързени) в едно населено място – с. Болтата;

– признава к. Баланите (Балани) за с. Баланите;
– признава к. Бичкиня (Бичкийня) за с. (Бичкиня (Бичкийня);
– признава к. Жълтеш за с. Жълтеш;
– признава к. Калпазаните за с. Калпазаните;
– заличава к. Савчовци и ги присъединява като квартал на к. Грънчерите (Гранчарите, Грънчери);
– заличава к. Хасакиите (Хасеки, Хасекий) и ги присъединява като квартал на с. Жълтеш;
- МЗ № 2920/обн. 16 януари 1943 г. – заличава к. Калините (Кущели, Калини) и ги присъединява като квартал на к. Чарковете (Чарковци);
- Указ № 949/обн. 08.12.1949 г. – преименува к. Червен бряг на к. Радецки;
- Указ № 360/обн. 02.08.1950 г. – преименува к. Тръсиите на к. Андреево;

– преименува к. Цайкювци (Сейкювци) на к. Бялково;
– преименува к. Гърците на к. Малуша;
– преименува с. Бичкиня (Бичкийня) на с. Палаузово;
– преименува с. Хаджи Цонев мост на с. Смирненски;
– преименува к. Ходжовите на к. Стефаново;
- Указ № 46/обн. 09.02.1951 г. – преименува с. Калпазаните на с. Борики;

– преименува к. Шошлека на к. Ветрово;
– преименува с. Вуевци на с. Войно;
– преименува к. Мазълите (Мазалите) на к. Живко;
– преименува к. Чомаците на к. Игликино;
– преименува к. Попразите на к. Източник;
– преименува к. Саламаните на к. Лоза;
– преименува к. живодерите на к. Малини;
- Указ № 92/обн. 02.03.1951 г. – обединява колиби Косовите, Пройновци и Умниците в едно населено място – с. Ангелов;

– обединява колиби Донковци, Нова махла, Пиперите, Сираците и Топалите в едно населено място – с. Априлов;
– обединява колиби Бойчета (Боятка, Бойчетата), Водници, Страшка река и Червена локва в едно населено място – с. Водници;
– обединява колиби Дядо Страти и Миневци (Минювци, Мишювци) в едно населено място – с. Донино;
– заличава к. Трепесковци и ги присъединява като квартал на с. Етърът (Етър);
– обединява колиби Варчовци (Варчувци, Варчавци) и Гъзурниците в едно населено място – с. Любово;
– обединява колиби Обретковци (Обрядковци) и Орловите (Орлово, Орлевци) в едно населено място – с. Орловци;
– признава к. Мичковци за с. Мичковци;
– заличава к. Ставерците (Ставерци) и ги присъединява като квартал на с. Мичковци.
– обединява колиби Нова махла, Сараните (Сарани) и Цокевци в едно населено място – с. Стефановци;
– обединява колиби Власовци (Власювци) и Чарковете (Чарковци) в едно населено място – с. Чарково;
– обединява колиби Венковци, Геновци (Генчевци), Котовците (Кутовци), Недялковци, Петковци и Шумелите (Пачели) в едно населено място – с. Шумели;
– обединява колиби Баланците (Баланци), Драганчова градина, Киселицата, Къшлите и Ломът в едно населено място – с. Ябълка;
- Указ № 21/обн. 27 януари 1953 г. – обединява колиби Делиджеците (Дилиджеците) и Шишовци в едно населено място – с. Топлеш;
- Указ № 317/обн. 13.12.1955 г. – заличава селата Палаузово и Смирненски и ги присъединява като квартали на гр. Габрово;
- през 1956 г. – осъвременено е името на к. Трепесковци на к. Трапесковци без административен акт;
- Указ № 183/обн. 14.05.1957 г. – заличава к. Бойката, с. Болтата, к. Велчовци (Велчевци), к. Дядо Дянко, к. Златарите (Златар), с. Любово, к. Моневци (Монювци), к. Сирманите (Сирмани), к. Тлъчниците (Тлъчници) и к. Шенини (Шенени) и ги присъединява като квартали на гр. Габрово;
- Указ № 582/обн. 29.12.1959 г. – заличава к. Генчовци и ги присъединява като квартал на к. Русевци (Русювци);

– заличава к. Поповци и ги присъединява като квартал на с. Лесичарка;
- Указ № 50/обн. 09.02.1960 г. – преименува к. Шипчените на к. Балиновци;

– преименува к. Боевци на к. Бобевци;
– преименува к. Вълковци на к. Вълков дол;
- Указ № 169/обн. 10.05.1960 г. – преименува к. Тодорчета на к. Чукарите;
- Указ № 431/обн. 22.11.1960 г. – заличава колиби Гиргините и Цуцуманите и ги обединява в едно населено място – с. Гиргините;
- Указ № 431 (поправка)/обн. 21.11.1961 г. – поправя името на с. Гиргини на с. Гергини;
- Указ № 516/обн. 22.12.1961 г. – признава колиби Армените, Враниловци, Райновци и Стоевци за села;
- през 1965 г. – уточнено е името на к. Цветковци на к. Цвятковци без административен акт;
- Указ № 57/обн. 05.02.1965 г. – заличава к. Беленци, к. Лисец и к. Тончовци и ги присъединява като квартали на гр. Габрово;

– заличава к. Спасетата (Спасета), к. Тодорчетата (Тодорчета) и с. Топлеш поради изселване;
- Указ № 957/обн. 28.12.1965 г. – заличава к. Баба Маджарка и ги присъединява като квартал на с. Овощарци;

– заличава колиби Бончовци и Грънчерите (Гранчарите, Грънчери) и ги присъединява като квартали на с. Жълтеш;
– заличава к. Гаревци и ги присъединява като квартал на с. Лесичарка;
– заличава к. Ръглевци поради изселване;
– заличава к. Трънжиите (Трънжите, Трънжените) и ги присъединява като квартал на к. Кметчета;
- Указ № 960/обн. 4 януари 1966 г. – уточнява името на к. Гайкините на к. Гайкини;

– уточнява името на к. Гледаците на к. Гледаци;
– уточнява името на к. Дивеците на к. Дивеци;
– уточнява името на к. Драгоманите на к. Драгомани;
– уточнява името на к. Иваниловци на к. Иванили;
– преименува к. Игликино на к. Иглика;
– уточнява името на к. Корали (Каралите) на к. Карали;
– уточнява името на к. Кметчетата на к. Кметчета;
– осъвременява името на к. Крековци на к. Кряковци;
– уточнява името на к. Лютаците на к. Лютаци;
– уточнява името на к. Мрахорите на к. Мрахори;
– уточнява името на к. Попарите на к. Попари;
– уточнява името на к. Прахалите на к. Прахали;
– уточнява името на к. Соларите на к. Солари;
– уточнява името на к. Спанците на к. Спанци;
– осъвременява името на к. Стойкювци на к. Стойковци;
– уточнява името на к. Чавеите на к. Чавеи;
– уточнява името на к. Шараните на к. Шарани;
- Указ № 1840/обн. 24.11.1970 г. – заличава к. Горни Бакойци (Бакойци), к. Долни Бакойци, к. Илевци (Илювци), к. Недевци (Недювци) и с. Стефановци и ги присъединява като квартали на гр. Габрово;
- Указ № 757/обн. 08.05.1971 г. – заличава к. Андреево, с. Априлов, с. Водници, с. Войно, к. Гачовци (Гачевци), к. Думници (Думниците), к. Езерото (Езеро), с. Етърът (Етър), к. Йовчовци (Йовчювци, Йовчевци), к. Кряковци, к. Лютаци, к. Малуша, к. Негенците (Негенци), к. Поток (Потока), к. Продановци, к. Пройновци (Шумата), к. Радецки, к. Русевци (Русювци), к. Рязковци, к. Славовци, к. Стойковци, с. Чарково, к. Чехлювци, с. Шумели и с. Ябълка и ги присъединява като квартали на гр. Габрово;
- Указ № 2294/обн. 26.12.1978 г. – признава колиби Боженците (Боженци), Велковци (Велкювци), Дебел дял (Дебелий дял), Зелено дърво, Златевци, Камещица, Лесичарка, Музга, Поповци, Трънито и Янковци за села;
- Указ № 583/обн. 14.04.1981 г. – отделя кварталите Думници (Думниците), Езерото (Езеро), Малуша, Продановци, Рязковци и Стойковци от гр. Габрово и ги признава за отделни населени места – с. Думници, с. Езерото, с. Малуша, с. Продановци, с. Рязковци и с. Стойковци;
- Указ № 1320/обн. 06.05.1983 г. – отделя кварталите Бойчета (Боятка, Бойчетата), Поток (Потока), Чарково и Червена локва от гр. Габрово и ги признава за отделни населени места – с. Бойчета, с. Поток, с. Чарково и с. Червена локва;
- указ № 970/обн. 4 януари 1986 г. – осъвременява името на к. Сейкювци на к. Сейковци;
- Указ № 308/обн. 04.10.1991 г. – възстановява старото име на к. Чукарите на к. Тодорчета;
- На основание §7 (т.3) от Закона за административно-териториалното устройство на Република България (ДВ, бр. 63/14.07.1995 г.) всички махали, колиби, гари, минни и промишлени селища придобиват статут на села.

## Политика

### Награди за Община Габрово
- Победител в категория „Иновации, наука и образование“, раздел „големи общини“, в онлайн конкурса „Кмет на годината, 2017“. Приз за кмета Таня Христова за усилия за внедряване на иновации в образованието на децата.

## Транспорт
През територията на общината преминава последният участък от 14,2 km от трасето на жп линията Царева ливада – Габрово.
През общината преминават частично или изцяло 11 пътя от Републиканската пътна мрежа на България с обща дължина 173,8 km:
- участък от 35,5 km от Републикански път I-5 (от km 132,2 до km 167,7);
- последният участък от 17,6 km от Републикански път II-44 (от km 12,5 до km 30,1);
- последният участък от 11,6 km от Републикански път III-552 (от km 30,1 до km 41,7);
- последният участък от 11,7 km от Републикански път III-4402 (от km 5,2 до km 16,9);
- началният участък от 15,9 km от Републикански път III-4403 (от km 0 до km 15,9);
- целият участък от 20,2 km от Републикански път III-4404;
- началният участък от 9,7 km от Републикански път III-5002 (от km 0 до km 9,7);
- целият участък от 12,5 km от Републикански път III-5004;
- целият участък от 19,5 km от Републикански път III-5006;
- целият участък от 10,4 km от Републикански път III-5522;
- целият участък от 9,2 km от Републикански път III-5524.

## Топографска карта
- Лист от карта K-35-39. Мащаб: 1 : 100 000.